# ایراندهیر سانتوس
ایراندهیر سانتوس (به انگلیسی: Irandhir Santos) (زاده ۲۲ اوت ۱۹۷۸) بازیگر برزیلی است.
از کارهای معروف او می‌توان به بازی در فیلم‌های سینما، چشمان آبی، من سفر می‌کنم و آکواریوس اشاره کرد.